# Dinas
Dinas is een gemeente in de Filipijnse provincie Zamboanga del Sur op het eiland Mindanao. Bij de laatste census in 2007 had de gemeente bijna 34 duizend inwoners.

## Geografie

### Bestuurlijke indeling
Dinas is onderverdeeld in de volgende 44 barangays:
| - Bacawan - Benuatan - Beray - Don Jose - Dongos - East Migpulao - Guinicolalay - Ignacio Garrata - Kinacap - Legarda 1 | - Legarda 2 - Legarda 3 - Lower Dimaya - Lucoban - Ludiong - Nangka - Nian - Old Mirapao - Pisa-an - Poblacion | - Proper Dimaya - Sagacad - Sambulawan - San Isidro - Songayan - Sumpotan - Tarakan - Upper Dimaya - Upper Sibul - West Migpulao |

## Demografie
Dinas had bij de census van 2007 een inwoneraantal van 33.738 mensen. Dit zijn 2.168 mensen (6,9%) meer dan bij de vorige census van 2000. De gemiddelde jaarlijkse groei komt daarmee uit op 0,92%, hetgeen lager is dan het landelijk jaarlijks gemiddelde over deze periode (2,04%). Vergeleken met de census van 1995 is het aantal mensen met 5.374 (18,9%) toegenomen.

De bevolkingsdichtheid van Dinas was ten tijde van de laatste census, met 33.738 inwoners op 121,1 km², 278,6 mensen per km².